# Strange Mercy
Strange Mercy is het derde album van St. Vincent.

## Track listing
Alle muziek en teksten zijn geschreven door Annie Clark, behalve "Year of the Tiger", door Annie Clark en Sharon Clark. 
| Nr. | Titel                  | Duur |
| --- | ---------------------- | ---- |
| 1.  | Chloe in the Afternoon | 2:55 |
| 2.  | Cruel                  | 3:34 |
| 3.  | Cheerleader            | 3:28 |
| 4.  | Surgeon                | 4:25 |
| 5.  | Northern Lights        | 3:33 |
| 6.  | Strange Mercy          | 4:28 |
| 7.  | Neutered Fruit         | 4:13 |
| 8.  | Champagne Year         | 3:28 |
| 9.  | Dilettante             | 4:03 |
| 10. | Hysterical Strength    | 3:16 |
| 11. | Year of the Tiger      | 3:28 |